# Garcinia robsoniana
Garcinia robsoniana är en tvåhjärtbladig växtart som beskrevs av Paul Rodolphe Joseph Bamps. Garcinia robsoniana ingår i släktet Garcinia och familjen Clusiaceae. Inga underarter finns listade i Catalogue of Life.